# El Mudžahid
El Mudžahid (arapski: ال مجاهد) je bila postrojba Armije Republike Bosne i Hercegovine sastavljena od mudžahedina, stranaca i bosanskohercegovačkih muslimana. Osnovana je 13. kolovoza 1993. pod naredbom generala Rasima Delića. Bila je u sastavu Trećeg korpusa Armije RBiH, a borila se protiv hrvatskih i srpskih snaga u vrijeme rata u Bosni i Hercegovini. Postrojba El Mudžahid poznata je po svojim brojnim i svirepim zločinima počinjenih tijekom rata nad hrvatskim i srpskim stanovništvom u BiH. Bivši pripadnici odreda El-mudžahid uglavnom su govorili medijima i pravosudnim organima da u akciju nisu išli bez suglasnosti Glavnog stožera Armije RBiH.

## Osnivanje
Nakon što je muslimansko političko vodstvo krajem 1992. uvidjelo da je 70% područja Republike Bosne i Hercegovine pod kontrolom srpskih snaga ostalo bez mogućnosti povratka te kako je muslimanska izbjeglička populacija sve više rasla, počinje se vršiti pritisak na ona područja koja su bila pod kontrolom Hrvatskog vijeća obrane. U sklopu priprema za napad na hrvatska područja počinje se organizirati i dolazak stranih mudžahedina za koje su uspostavljeni i centri za obuku terorističkog i drugog karatkera. Postrojba El Mudžahid obrazovana je po naredbi generala Armije RBiH Rasima Delića 13. kolovoza 1993. Bila je sastavljena od mudžahedina, odnosno stranih i bosanskohercegovačkih islamista. U početku su većinu u odredu činili stranci, no kasnije su ga sačinjavali prvenstveno bosanskohercegovački muslimani. Prema navodima Abu Ajama, jednog od zapovjednika postrojbe El Mudžahid, Alija Izetbegović neposredno je zapovijedao postrojbom preko posrednika zapovjednika Trećeg i Sedmog korpusa Armije RBiH. Pripadnici odreda El-mudžahid borili su se u sastavu 3. korpusa Armije BiH, ali ilegalno, sve do 13. kolovoza 1993. godine kad su naredbom Rasima Delića, načelnika Glavnog stožera Armije BiH, a po odluci Predsjedništva Republike BiH, ušli u sastav Armije BiH.

## Borbe protiv hrvatskih snaga
Mudžahedini prvi puta u sukob s hrvatskim snagama dolaze napadom Armije RBiH na Busovaču u siječnju 1993. Nakon što su muslimanske snage zauzele sela Bilalovce i Kaćune, mudžahedini maltretiraju uhićene Hrvate. U travnju 1993. mudžahedini su, po zapovijedi stožera Trećeg korpusa Armije RBiH, oteli zapovjednika HVO-a u Zenici Živka Totića, a ubili su četiri osobe osiguranja i jednoga civila. Ovaj incident su muslimanske vlasti u općini pravdale time da je zločin počinila nepoznata osoba. Ovaj incident bio je jedan u nizu u sklopu priprema za napad na HVO u Zenici. Mudžahedini su, u vrijeme primirja, 18. rujna 1993. upali u selo Bobaši kod Viteza kojeg je branila nekolicina pripadnika HVO-a te su počeli ubijati civile i paliti kuće. Međutim, protunapadom hrvatskih snaga istjerani su iz sela.

## Borbe protiv srpskih snaga
Postrojba El Mudžahid igrala je ključnu ulogu u Bitci za Vozuću protiv Vojske Republike Srpske. Mudžahedini su počinili brutalan pokolj nad desetcima zarobljenih i ranjenih srpskih vojnika što je natjeralo srpsko stanovništvo na masovno iseljavanje. Protjerivanje srpskog stanovništva bio je i jedan od cijeva Armije RBiH kako bi se na tom području nastanilo tisuće muslimanskih izbjeglica iz Srebrenice i Žepe.

## Djelovanje poslije rata
El Mudžahid je iznjedrio bh. radikalnu islamističku organizaciju Aktivnu islamsku omladinu i radikalni islamistički, ekstremni provehabijski portal i časopis Saff. Aktivna islamska omladina zabranjena je zbog povezanosti s terorističkim napadom 11. rujna u SAD.